# Economía de Comoras
La economía de las Comoras se basa en la agricultura y la pesca de subsistencia. Comoras tiene enlaces de transporte inadecuados, una población joven y en rápido crecimiento y pocos recursos naturales. El bajo nivel educativo de la fuerza laboral contribuye a un nivel de subsistencia de la actividad económica, alto desempleo y una fuerte dependencia de las subvenciones y la asistencia técnica extranjeras. Aunque la calidad de la tierra difiere de una isla a otra, la mayoría de las formaciones de suelo con incrustaciones de lava generalizadas no son aptas para la agricultura. Como resultado, la mayoría de los habitantes viven de la agricultura y la pesca de subsistencia. 

## Datos económicos
- PIB - Producto Interior Bruto (2003): 269 millones de $ USA.
- Paridad de poder adquisitivo (2002): 440 millones de $ USA.
- PIB - Per capita: 450 $ USA.
- Paridad del poder adquisitivo Per cápita (2002): 700 $ USA.
- Inflación media anual: 3,5%.
- Deuda externa aprox. (2002): 251 millones de $ USA.
- Reservas (2002): 80 millones de $ USA.
- Importaciones (2002): 45 millones de $ USA.

- Principales países proveedores: Francia, Sudáfrica y Kenia.
- Principales productos de importación: Arroz y petróleos.

- Exportaciones (2002): 10 millones de $ USA.

- Principales países clientes: Estados Unidos, Francia y Singapur.
- Principales productos de exportación: Vainilla, copra, esencia de perfume.

Estructura del PIB en 2000:
Distribución por sectores económicos del PIB total:
Agricultura, Silvicultura y Pesca: 41%.
Industriay construcción: 4%.
Industrias manufactureras y minería: N.D.
Servicios: 55%.
- Población activa: N.D.
- Tasa de desempleo (2002): 19%.
- Población por debajo del nivel de pobreza (2002): 60%.

- (N.D.): No disponible.

## Turismo en Comoras
Quizás el resultado principal de la penetración sudafricana en la economía de las Comoras durante el régimen de Ahmed Abdallah fue el desarrollo del turismo. Aunque los inversionistas sudafricanos construyeron o renovaron varios hoteles durante la década de 1980 (con la ayuda de los gobiernos de Sudáfrica y las Comoras), a fines de 1992 solo funcionaba un resort, el Galawa Beach de 182 habitaciones en Njazidja. La inestabilidad política, la disminución del interés sudafricano en las islas cuando se desmanteló el régimen del apartheid, sumado a la aparición de otros lugares de turismo tropical, inhibieron el crecimiento del turismo, a pesar de la belleza física de las islas. No obstante, en gran parte gracias a Galawa Beach, que había estado cerrada durante 1990, el turismo aumentó de 7627 visitantes en 1990 a 16 942 en 1991. La mayoría de estos turistas eran europeos, principalmente franceses. Para el año 2022, aún no existe infraestructura adecuada para el desarrollo del turismo.